# Anomaloglossus roraima
Anomaloglossus roraima (La Marca, 1997) è un anfibio anuro, appartenente alla famiglia degli Aromobatidi.

## Etimologia
L'epiteto specifico è stato dato in riferimento al monte Roraima dove è stato trovato l'esemplare tipo.

## Distribuzione e habitat
Inizialmente considerata endemica del monte Roraima nello stato di Bolívar, Venezuela, è stata segnalata anche nella vicina Guyana occidentale.